# Красностав (Черниговская область)
Красноста́в ( Красный Став, Красный Стан укр. Красностав) – село, расположенное на территории Борзнянского района Черниговской области (Украина). 

## История
В XIX веке село Красностав было в составе Борзенской волости Борзнянского уезда Черниговской губернии. В селе была Покровская церковь. В 1811-1824 годах там служил священник Василий Прохорович Литвиненко, в 1842 году - священник Герасим Семенович Чедневский.